# Schwammkürbis
Der Schwammkürbis (Luffa aegyptiaca, häufig auch Luffa cylindrica oder an das Lateinische angelehnt Luffa-Gurke) ist eine Nutzpflanze der Alten Welt, die zu den Kürbisgewächsen (Cucurbitaceae) gehört.

## Merkmale
Der Schwammkürbis ist wie alle Vertreter der Gattung Luffa eine bis zu 15 Meter lang werdende, niederliegende oder aufsteigende Kletterpflanze. Die Sprossachse ist fünfkantig und leicht behaart. Die 1–15 Zentimeter lang gestielten Blätter sind groß (bis 18 cm × 23 cm), leicht bis tief gelappt und besitzen weiße bis silbrige Flecken in den Nervenverzweigungen. Die Ranken sind drei- bis fünffach geteilt.

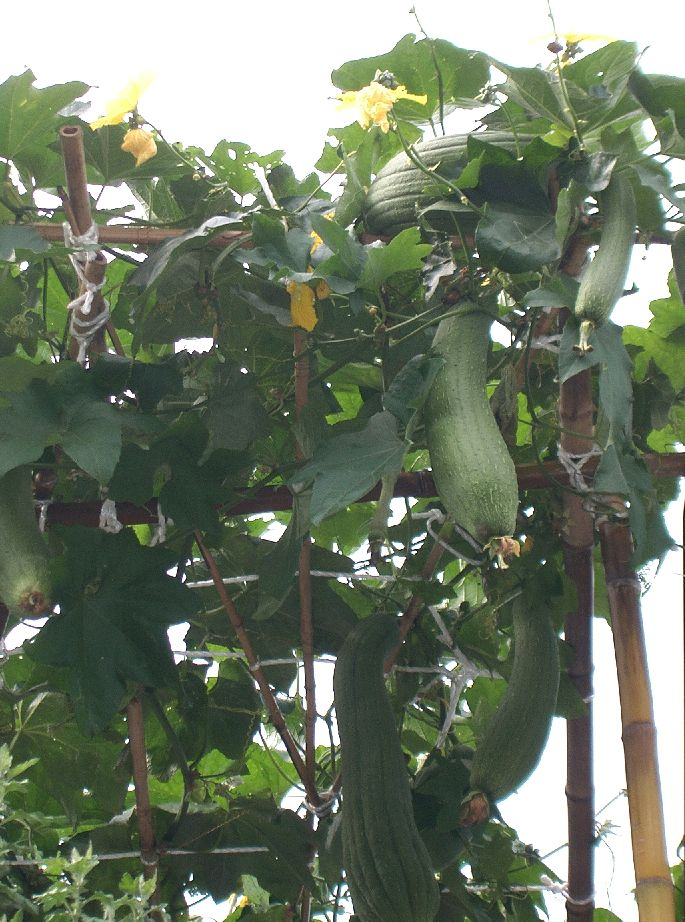
Habitus

Die männlichen Blüten stehen in Trauben mit 7 bis 32 langen, fein behaarten Blütenstandsstielen. Die Blütenstiele sind drei bis zwölf Millimeter lang, ebenfalls fein behaart. Die Tragblätter sind mit den Blütenstielen verwachsen, spatelförmig, drüsig und zwei bis sechs Millimeter lang. Die Blütenröhre ist fein behaart und drei bis sieben Millimeter lang. Die Kelchzipfel sind 9–14 Millimeter lang, dreieckig, zugespitzt und manchmal drüsig. Die Blütenkrone ist kräftig gelb, die Kronblätter 2–4,5 Zentimeter lang und 1–3,5 Zentimeter breit. Meist sind fünf Staubblätter vorhanden, selten drei.
Die weiblichen Blüten stehen einzeln an einem 2,5–14,5 Zentimeter langen Blütenstiel. Der Fruchtknoten ist 20–40 Millimeter lang und zwei bis sieben Millimeter breit, zylindrisch und dicht behaart. Die Krone entspricht jener der männlichen Blüten. 
Die Frucht ist (6–35) cm × (2,5–6) cm groß. Kultivierte Exemplare haben eine  durchschnittliche Länge von 60 bis 80 Zentimetern. Größere Exemplare sind je nach Anbaugebiet, bei Vorhandensein von mineralisch reichhaltigen Böden, möglich. Die Form ist ellipsoidisch bis zylindrisch. Die Samen sind (10–15) mm × (6–11) mm × (2–3) mm groß, breit elliptisch, an den Enden abgerundet, flach, und mit schmalem, geflügeltem Rand. Die Oberfläche ist mattschwarz und glatt. 
Die Chromosomenzahl beträgt 2n = 26.

## Verbreitung
Wilde Formen kommen vom südlichen Zentralasien bis nach Nordost-Australien und in den Südpazifikraum vor. Die domestizierten Formen sind darüber hinaus im gesamten tropischen Asien, Afrika, Amerika und Lateinamerika verbreitet. Natürlicherweise wächst die Art an Flussufern bis in 1.000 Meter Seehöhe.

## Anbau

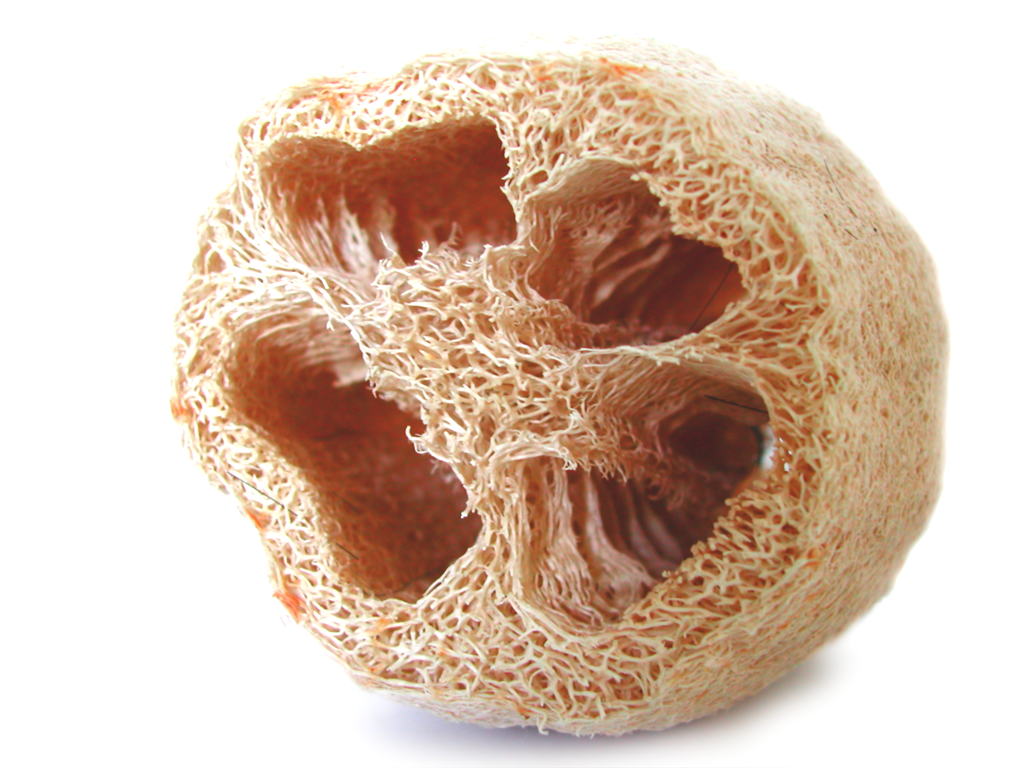
Aufgeschnittenes Endokarp = Schwamm

Der Schwammkürbis gedeiht am besten auf fruchtbaren, leicht sauren bis neutralen Böden in den sonnigen, heiß-feuchten Tropen. Angebaut wird er in der Trockenzeit, wobei der Anbau bis in 1000 Meter Seehöhe erfolgt. Die wichtigsten Anbauländer sind Ägypten, Korea, China, Guatemala, Kolumbien und Paraguay. Auch im Süden der USA werden Schwammkürbisse kommerziell angebaut.
Es gibt eine Reihe von Sorten. In China existiert eine große Vielfalt; so werden am Jangtse langfrüchtige Sorten wie 'Xian-si-kua' (鲜丝瓜 Xiānsīguā) und 'Hu-Lu-qing' (葫芦 Húlu) angebaut, deren Früchte bis 150 Zentimeter lang werden.
Unreife Früchte können 40 bis 80 Tage nach Aussaat geerntet werden, reife Früchte drei Monate später. Für die kommerzielle Verarbeitung als Naturschwamm fällt der Erntezeitpunkt auf den Zeitraum, wenn der Fruchtkörper die gelbe Farbe annimmt und mit kleinen braunen Punkten übersät ist.  In Japan werden für reife Früchte Erträge von bis zu 50 Tonnen pro Hektar erreicht.

## Nutzung
Im Westen wird der Schwammkürbis nahezu ausschließlich als so genannter Luffaschwamm genutzt: Das faserige Innere der (reifen) Frucht (Endokarp) wird als Massage- und Badeschwamm in verschiedenen Ausführungen verwendet, aber auch zu Spülschwämmen, Küchenschrubbern, Tierspielzeug, Sandalen-Sohlen, Polsterfüllungen u. a. verarbeitet. Im frühen 20. Jahrhundert wurden die Schwämme zudem als Ölfilter, besonders in Dampfschiffen, verwendet – damals waren Japan und Brasilien die Hauptlieferanten.
In Asien ist der Schwammkürbis in erster Linie ein Gemüse: Die junge, noch unreife Frucht findet breite Verwendung in der asiatischen Küche, ähnlich wie die Zucchini im Westen. 
Aus dem Schwammkürbis, kombiniert mit anderen Pflanzenmaterialien und Kunststoffabfall, werden in Paraguay Paneele für den Haus- und Möbelbau gefertigt.

## Taxonomie
Neben dem Namen Luffa aegyptiaca ist auch Luffa cylindrica (L.) Roem. häufig gebräuchlich. Nach dem Standing Committee on Stabilization of Specific Names ist jedoch Luffa aegyptiaca Mill. der gültige Name. Weitere Synonyme sind Momordica luffa L. und Momordica cylindrica L., beides von Linné in seiner Species Plantarum 1753 veröffentlicht. Jedoch wurde die Art von Miller später in eine neue Gattung Luffa überführt.